# Paulo Frontin
Paulo Frontin – miasto i gmina w Brazylii, w stanie Parana. Znajduje się w mezoregionie Sudeste Paranaense i mikroregionie União da Vitória. Gmina została wydzielona z gminy Mallet w 1951 r. Zamieszkana jest przez potomków polskich osadników z 1890 r., którzy w dużym stopniu zachowali swoją kulturę. 